# Дитер VI фон Далберг
Дитер VI фон Далберг/Кемерер фон Вормс-Далберг (на немски: Dieter VI. von Dalberg/Dieter Kämmerer von Worms-Dalberg; * 1468; † 9 февруари 1530) е немски благородник от фамилията кемерер на Вормс, рицар и висш чиновник в Курфюрство Пфалц, господар на Далберг при Бад Кройцнах.
Той е петият син (7 дете от 12 деца) на Волфганг III Кемерер фон Вормс, наричан фон Далберг (1426 – 1476) и съпругата му Гертруд Грайфенклау цу Фолрадс († 1502), дъщеря на Фридрих фон Грайфенклау цу Фолрадс († 1459) и Алайд фон Лангенау († 1439). Внук е на Йохан XVII Кемерер фон Вормс († 1431, в битка) и Анна фон Хелмщат († 1466).
Брат е на Йохан XX фон Далберг (1455 – 1503), епископ на Вормс (1482 – 1503), Фридрих VI фон Далберг (1459 – 1506), Волфганг VI фон Далберг (1473 – 1522), и Анна Кемерер фон Вормс-Далберг (1458 – 1503), омъжена 1478 г. за Плайкард фон Геминген († 1515).
Дитер VI фон Далберг престроява между 1490 и 1500 г. замък Далберг. Той е важен съветник на курфюрст Лудвиг V от Пфалц. С него той участва в „Райхстага във Вормс“ през 1521 г. Дитер VI става след това лутеранец. Дитер VI има контакти с хуманистите в Хайделберг и другаде.
Дитер VI умира на 9 февруари 1530 г. и е погребан в църквата на Валхаузен при Бад Кройцнах.
Фамилията фон Далберг е издигната 1653 г. на имперски фрайхер от император Фердинанд III.

## Фамилия
Дитер VI фон Далберг се жени 1495 г. за Анна фон Хелмщат († 28 август 1528, погребана във Валхаузен), дъщеря на Ханс фон Хелмщат († 1500) и Маргарета 'Грете' фон Палант. Те имат децата:
- Фридрих VIII фон Далберг (* 1499/1500; † 21 февруари 1574, погребан във Валхаузен), амт-ман/байлиф в Опенхайм в Курфюрство Майнц, женен 1536 г. за Анна фон Флекенщайн († 12 декември 1564), дъщеря на Лудвиг фон Флекенщайн († 1541) и Урсула фон Ингелхайм († 1538); родители на:
  - Йохан Кемерер фон Вормс-Далберг († 29 юли 1607); баща на фрайхер Волф Дитрих Кемерер фон Вормс-Далберг († 1618)
  - Катарина Кемерер фон Вормс-Далберг († 5 август 1615)
  - Маргарета Кемерер фон Вормс († 1609)
  - Фридрих фон Далберг († пр. 1577); баща на Волфганг Фридрих фон Далберг-Хернсхайм († 1621)
- Георг Кемерер фон Вормс (* 1509/1510; † 2 май 1561, Хернсхайм в Бавария), женен 1531 г. за Агнес фон Флерсхайм (* 1511; † 27 октомври 1553, погребана в Хернсхайм), дъщеря на Бехтолд фон Флерсхайм и Елиза фон Хелмщат; имат един син:
  - Волфганг Кемерер фон Вормс-Далберг (* 1536; † 17 септември 1616), женен на 14 юни 1563 г. за Анна Мюл фон Улмен (* 1 януари/26 май 1533; † 26 май 1606).
- Анна († 6 февруари 1549, погребана в Хатенхайм), омъжена 1522 г. за Дитрих фон Шьоненберг († 10 ноември 1542, погребан във францисканската църква в Хайделберг), бургграф в Алцай, маршал на Курпфалц
- Маргарета († 27 юни 1546, погребана в „Св. Лауренциус“ във Вайнхайм), омъжена за Улрих Улнер фон Дибург († 16 ноември 1550, погребан в „Св. Лауренциус“, Вайнхайм)
- Еберхард I, наричан от 1520 цу Бехтолдсхайм († 25 септември 1559, погребан в Хернсхайм), женен I. за Урсула († 19 април 1555, погребан в Хернсхайм), дъщеря на Фровин и Кунигунда фон Хутен, II. 1559 г. за Анна, дъщеря на фон Файт и Гертруд фон Вернау
- Катарина (* ок. 1498; † 10 март 1560), омъжена ок. 1518 г. за Августин фон Браунсберг († 1544 в Унгария).